# Kalinago
Los kalinago (llamados caribes y caríbales o  en algunos documentos históricos, denominaciones derivadas del proto-caribe karipona: 'hombre(s)') eran un conjunto de pueblos que, en el momento del contacto colombino en el siglo XV, ocupaban el norte de Colombia, una gran parte de Venezuela y varias Antillas Menores. En las islas del mar Caribe desaparecieron como etnia independiente a consecuencia de la colonización europea, pero en Venezuela, Brasil y Las Guayanas continuaron dando lugar a los galibis (kari'ñas) modernos y otros pueblos. En la isla de San Vicente se produjo el mestizaje con africanos, siendo luego deportados al golfo de Honduras, donde dieron lugar a los garífunas. Los caribes pertenecían a la familia lingüística y cultural más amplia a la que dieron su nombre y cuyos otros miembros se hallan en el norte de Sudamérica.
Los caribes de las Antillas Menores fueron uno de los primeros pueblos americanos que conocieron los europeos. En las crónicas españolas se les suele contraponer a los taínos, presentados como un pueblo pacífico y de cultura elevada, mientras que a los caribes se les veía como un pueblo belicoso y salvaje que practicaba la antropofagia. De hecho, su nombre es el origen de los términos caníbal y canibalismo, con cuyos equivalentes se describe en varios idiomas europeos la práctica de alimentarse con carne de miembros de la propia especie.

## Tipos de viviendas
Las viviendas más comunes eran las enramadas y los paravientos. A veces construían bohíos y churuatas.
Construían viviendas de bahareque, que eran de cuidadosa construcción, con materiales naturales como pilotes de madera, cubiertas protectoras a dos aguas, elaboradas con las hojas de palma de la región, caña brava algunos cactus. Sus patrones siguen formas rectangulares, sin divisiones interiores.

## Movimientos de los pueblos caribes

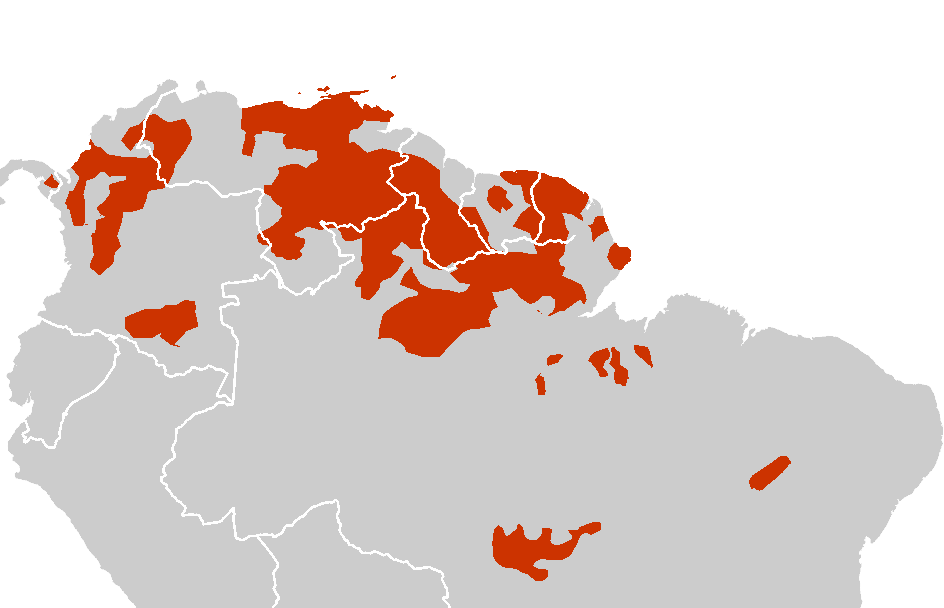
Extensión de las lenguas caribes en Sudamérica.

La familia lingüística caribe es aún hoy una de las más amplias de América, no solo por el elevado número de lenguas y tribus que la componían, sino por su carácter nómada, de acuerdo a las adaptaciones adquiridas y contactos con otras etnias.

«El navegante de la prehistoria penetró por ventura las numerosas bocas del Orinoco que con fuerza misteriosa lo impulsó al interior del continente subiendo hasta las bocas del río Meta donde un agresivo raudal opuso marcha y hubo de formar la colonia Carichana o Caribe en recuerdo a quienes la fundaron: Los Caribes o Caras.»
Miguel Triana

Varios factores antropológicos influyeron en la movilización caribe por América; entre ellos la navegación, tanto por mares como por cuencas fluviales, y la costumbre de la exogamia. Los territorios ocupados según los rastros históricos se extendieron del norte del Amazonas (carijonas, panares), hasta la falda de los Andes, donde destacaron las tribus de yukpas, mocoas, chaparros, caratos, parisis, kiri-kiris, etc.; y de la meseta brasileña a las fuentes de Xingú: yuma, palmella, bacairi, en el río Negro; yauperis y crichanas. En la Guayana Francesa; galibis, accavois y calinas. Los pueblos caribes tenían otra lengua, cultura y origen diferente a otras civilizaciones o pueblos del Caribe como los arauacos, taínos y ciguayos, los caribes no eran arauacos.

Pueblos "caribes de las islas" (en verde)

El área de difusión principal de los pueblos caribes parece haber sido el norte de Colombia, Panamá, Venezuela y Guyana. Posteriormente y hasta la llegada de los europeos, gran parte de las Antillas Menores hasta incluso Guadalupe (Francia) pasó a dominio de los pueblos caribes, desplazando o asimilando a los arauacos en todas aquellas islas, de ahí su lenguaje propio mezcla de lenguas arauacas y caribes, como se atestigua en Dominica. Estos últimos son los denominados pueblos "caribes de las islas". Los pueblos caribes parecen ser que incluso llegaron al departamento de Loreto en Perú y en sureste el alto curso del río Xingú en el Mato Grosso de Brasil.

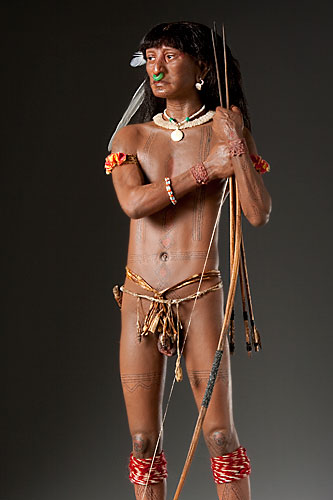
Guerrero Caribe, escultura en cera de George S. Stuart.

## Manifestaciones culturales

### Organización social
Los caribes se agrupaban en clanes familiares de linaje patrilineal llamados cacicazgos, que mantenían alianzas como pueblos federados. 
No residían en poblados; sus bahareques estaban apartados unos de otros y eran de cuidadosa construcción con materiales naturales como: pilotes estructurales de madera, con faldas protectoras a dos aguas, elaboradas con las hojas de la palmera de la región, divisiones y paredes interiores en esterillas guadua, caña brava, algún tipo de cacto, recubiertas de una argamasa de origen vegetal que además utilizan en el inmobiliario interior, y una última capa para el lustre de algún tipo de cal.

### Actividad económica
La pesca de grandes especies, tanto de océano como de río, era la fuente principal para su alimentación, que las conservaban por largos períodos con técnicas de ahumado, secado y salado. Llamaban a su cocina barbacoa, que era un mesón de madera cubierto por tierra donde asaban y cocinaban los alimentos. Su agricultura cosechaba papa, arracacha, uchuva, maíz, yuca o mandioca, coca, tabaco, algodón, cacao, ají, achira, aguacate, distintos tipos de frijoles, ahuyama, guayaba y mamey.

### Pintura corporal
La costumbre general de estas etnias en las regiones tropicales era la de no cubrir sus genitales y el uso de tintes vegetales y minerales para la creación de pinturas cosméticas, que además de proporcionar protección contra insectos, eran principalmente un distintivo de familia y de reconocimiento delante de otras etnias. Llevar el nombre familiar pintado en la cara, es una costumbre bien descrita por investigadores koriguages; estos utilizan diseños estilizados en tintes de color negro, donde representan el animal característico de su fama. El diseño más común en esta gente era un murciélago, así como los de jaguar, araña y mono, muy similares a los usados por los emberá y karajá amazónicos y gran número de familias de etnia caribe.

### Uniones familiares
Para las uniones familiares, estas etnias americanas practicaban poligamia masculina y exogamia, esta última con dimensiones antropológicas muy significativas, relacionada íntimamente con el carácter expansionista de esta etnia. Seguía la exogamia en casos de uniones consentidas, patrones matrilineales y patrilineales, de acuerdo con los arreglos pactados por las familias. Un ejemplo de esto es el linaje Tama. En las uniones no consentidas, se lograba con el sacrificio del total de los varones, dejando en condiciones aptas para la unión a las mujeres de la etnia sometida, asegurando de esta forma la trasmisión del material genético de manera patrilineal.

### Antropofagia
La palabra caníbal proviene del término caribe karibna, que significaba persona. Los primeros exploradores europeos afirmaron la existencia de prácticas como la toma de trofeos humanos y canibalismo ritual de los cautivos de guerra entre los arawak y otros grupos amerindios como los caribes y los tupinambá, aunque la exactitud exacta de esos informes sigue debatiéndose sin evidencia esquelética que lo respalde.
Los caribes tenían la tradición de guardar los huesos de sus antepasados en sus casas. Misioneros, como Père Jean Baptiste Labat y Cesar de Rochefort, describieron la práctica como parte de la creencia de que los espíritus ancestrales siempre cuidarían de los huesos y protegerían a sus descendientes. Los caribes fueron descritos por sus diversos enemigos como despiadados y violentos. Rochefort afirmó que no practicaban el canibalismo.
Durante su tercer viaje a América del Norte en 1528, después de explorar Florida, las Bahamas y las Antillas Menores, el explorador italiano Giovanni da Verrazzano fue asesinado y supuestamente devorado por nativos caribes en lo que hoy es Guadalupe, cerca de un lugar llamado Karukera (isla de hermosas aguas). El historiador William Riviere ha descrito la mayor parte del canibalismo relacionado con rituales de guerra.

## Lengua
Los caribes del continente sudamericano hablaban alguna lengua de la familia que lleva su nombre, pero esta desapareció después del contacto con los europeos. En las Antillas Menores, por el contrario, los calinagos (caribes insulares) tenían como lengua materna una lengua arahuaca, igual que los taínos de las Grandes Antillas. Los varones de estas islas hablaban además una lengua criolla que incorporaba numerosas palabras de origen caribe, fruto de intercambios o guerras con los caribes del continente. Los descendientes de los caribes y los esclavos negros, que sobreviven en la isla Roatán, hablan un idioma, el garífuna, que forma parte de la familia arahuaca.
La diferencia entre una "lengua femenina" y una "lengua masculina" en la sociedad calinaga fue explicada por algunos historiadores, basándose en la suposición de que los primeros caribes que invadieron las Antillas Menores, habrían exterminado a la población masculina taína y esclavizado a las mujeres. La historiografía moderna considera infundado ese relato.

## La entrada de los europeos
Los caribes de las Antillas Menores entraron rápidamente en conflicto con los españoles a partir de 1493. Posteriormente, para evitar que los franceses e ingleses los mataran a ellos, pero en especial a sus niños, realizaban rituales mágicos sacrificando animales para tener protección de sus dioses en los combates.
En 1559, las nuevas potencias coloniales firmaron con los caribes el tratado de Saint Charles, que estipulaba la deportación de los indígenas de las Antillas Menores, excepto a los que habitaban en las islas de Dominica y San Vicente, que se les asignaron como reservas. Sin embargo, los ingleses violaron repetidamente este tratado y terminaron anexionándose ambas islas en 1763.
Del mestizaje entre los caribes y los africanos traídos a América por el esclavismo europeo nacieron los garífunas o "caribes negros" de San Vicente. Estos fueron deportados en 1795 por los británicos a la isla Roatán (actual Honduras), donde sus descendientes todavía viven hoy. En los rincones más remotos de la Guadalupe francesa quedaron algunos pequeños grupos de etnia caribe hasta finales del siglo XIX. En Dominica, la resistencia caribe retrasó el establecimiento de los europeos, por lo que unos 3000 han llegado hasta nuestros días, concentrados en la Reserva Caribe (actualmente denominada Kalinago Territory) que se formó oficialmente en 1903.